# L’Étacquerel Fort
L’Étacquerel Fort ist ein Küstenfort auf einer einsamen Landzunge östlich des Dorfes Trinity über der Bouley Bay an der Nordküste der Kanalinsel Jersey. Das zweistöckige Gebäude wurde Mitte des 18. Jahrhunderts zur Verteidigung der Ostflanke der Bucht errichtet und diente zur Verstärkung von Fort Leicester auf der anderen Seite der Bucht.
Wie Fort Leicester wurde auch L’Étacquerel Fort über die Jahre verstärkt, um der Gefahr einer französischen Invasion zu begegnen. Um 1836 erkannte man allerdings, dass diese Verteidigungseinrichtungen für die inzwischen verfügbaren, schnellen Dampfschiffe viel zu schwerfällig und ineffektiv waren, und gab das Fort auf.
Ordnance-Survey-Karten von 1935, 1981 und 2003 zeigen L’Étacquerel Fort als ungenutztes Gebäude. In den 1990er-Jahren wurde es im Rahmen des Forts and Towers Project der States of Jersey restauriert. Heute dient als Ferienhaus für Touristen.